# Дессен, Эмиль Франсуа
Эмиль Франсуа Дессен (фр. Émile François Dessain; 2 июня 1808[…], Валансьен — октябрь 1882, 8 ноября 1882 или 10 ноября 1882, Валансьен) — французский художник, жанрист и портретист, многие годы работавший в России, в частности, на Кавказе.

## Биография
Родился в 1808 году в Валансьене. Его отец был человеком, далёким от искусства, однако дед по матери был провинциальным живописцем. Именно он и стал первым учителем Дессена. В дальнейшем Дессен учился в Школе изящных искусств Валансьена (1822—1824), а затем — в Школе изящных искусств Парижа. В 1827 году он впервые выставил одну из своих картин на Парижском Салоне. В 1844 году Дессен женился, и вскоре после этого отправился в Россию (уже без жены).
Уже осенью того же года в книге регистрации иностранцев, приехавших в Санкт-Петербург, появилась запись: «Дессен Емиль, француз, живописец, прибыл из Парижа, предмет приезда — по своему искусству». В России Дессен провёл около восьми лет. Работал в Санкт-Петербурге, в 1850—51 годах — в Тифлисе.
Около 1851 Дессен из российской Грузии морем выехал во Францию. В 1853 году он попытался вернуться в Россию, но в связи с начавшей Крымской войной был вынужден покинуть страну год спустя.
Дессен оставил мемуары на французском языке о своём путешествии по Кавказу (остались в рукописи). Его биография за авторством Эдуара Дезире Фромантена также осталась неизданной.
Дессен скончался в Валансьене в 1882 году.

## Галерея
- Портрет княжны Нины Чавчавадзе (1812—1857), в браке Грибоедовой
- Портрет правительницы Мегрелии княгини Екатерины Чавчавадзе, в замужестве — Дадиани (1816—1882), супруги (а затем — вдовы)  князя Давида Дадиани
- Портрет владетельного князя Давида Дадиани, супруга Екатерины Чавчавадзе.
- Портрет княгини Анастасия Ивановны Лобановой-Ростовской, урождённой Паскевич (1822—1892), супруги  флигель-адъютанта князя М. Б. Лобанова-Ростовского (1819—1858)
- Портрет княгини Елизаветы Сергеевны Мещерской, урождённой Строгановой (1826—1895), супруги шталмейстера князя А. В. Мещерского (1822—1900)
- Портрет Елизаветы Александровны Полетика, в замужестве Мордвиновой (1832—1854)
- Русский продавец кваса. Жанровая зарисовка